# Estação Maitri

A Estação Maitri é a segunda estação de pesquisa antártica permanente (ativa durante todo o ano) construída pela Índia. Localiza-se numa região de montanhas rochosas chamada Oasis Schirmacher, na Costa da Princesa Astrid, na Terra da Rainha Maud. Fica dentro do setor proclamado pela Noruega, na Antártida Oriental.
Está a uma altitude de 130 metros acima do nível do mar. Seu código das Nações Unidas é AQ-MTR.
Este estabelecimento foi inaugurado em 1989 e conta com todo o equipamento moderno para conseguir fazer pesquisas em várias disciplinas como a biologia, ciências da Terra, glaciologia, ciências atmosféricas, meteorologia, engenharia de regiões frias, comunicações, fisiologia humana e medicina.
Ela possui capacidade para acolher 25 pessoas durante o inverno e no máximo 65 pessoas no verão. A água potável é obtida do lago de água doce Priyadarshini, que se localiza a frente da base Maitri.

## Relações externas
- Informações sobre o Programa Antártico Hindu